# تالی فرهادیان واینستاین
تالی فریماه فرهادیان واینستین (متولد ۱۹۷۵ یا ۱۹۷۶)، وکیل، استاد، و سیاستمدار آمریکایی است. او از دادستانهای سابق فدرال و ایالتی است و در کاندیدای انتخابات سال ۲۰۲۱ دادستان ناحیه ای شهرستان نیویورک بود.
فرهادیان واینستاین که در ایران در خانواده ای یهودی به دنیا آمد، در سال ۱۹۷۹ به عنوان پناهنده به ایالات متحده آمد. خانواده او از طریق برنامه عفو رئیس‌جمهور رونالد ریگان در سال ۱۹۸۶ واجد شرایط شهروندی شدند. پس از فارغ‌التحصیلی از دانشگاه ییل و کالج ماگدالن، آکسفورد، مدرک جی دی خود را از مدرسه حقوق ییل دریافت کرد. او سپس کاراموز حقوقی قاضی مریک گارلند در دادگاه استیناف ایالات متحده برای حوزه دی سی و سپس برای قاضی ساندرا دی اوکانر، در دو سال آخر او در دیوان عالی شد.
فرهادیان واینستاین از سال ۲۰۰۹ تا ۲۰۱۷ در وزارت دادگستری ایالات متحده ، ابتدا به عنوان مشاور حقوقی اریک هولدر، دادستان کل ایالات متحده در دوران دولت باراک اوباما، و سپس به عنوان دستیار دادستان ایالات متحده در ناحیه شرقی نیویورک فعالیت کرد. او بعداً از سال ۲۰۱۸ تا ۲۰۲۰ به عنوان مشاور عمومی برای دادستان منطقه بروکلین، اریک گونزالس فعالیت کرد. در سال ۲۰۲۱، فرهادیان واینستاین در انتخابات مقدماتی دموکرات‌ها برای دادستان ناحیه ای شهرستان نیویورک کاندید شد. از سال ۲۰۱۷، او همچنین در مدرسه حقوق دانشگاه نیویورک تدریس می‌کند که همچنان در آنجا به عنوان استاد وابسته به کار ادامه می‌دهد. در اواخر سال ۲۰۲۱، او تحلیلگر حقوق ان بی سی نیوز شد.

## سنین جوانی و تحصیل
فرهادیان، که یک یهودی میزراحی است ، در تهران، ایران، از مادری به نام فرح فرهادیان، که در آن زمان آماردان زیستی بود و اکنون معلم ریاضی است، و پدری به نام ناصر دن فرهادیان، که مهندس هیدرولیک است به دنیا آمد. پدربزرگ پدری او پارچه فروش بود. او یک برادر کوچکتر به نام لیور دارد.
فرهادیان پس از فرار از یهودی‌ستیزی و انقلاب اسلامی ایران و گذراندن ۱۰ ماه در اسرائیل (که پدر و مادرش در آن در دانشگاه تحصیل کردند)، در چهار سالگی در شب کریسمس در سال ۱۹۷۹ به همراه خانواده خود به ایالات متحده آمد. او در حالی که تمایل خود را برای کمک به دیگران برای داشتن فرصت و امنیت در زندگی خود توضیح می‌دهد، خاطره ای را بیان کرد: «من می‌دانم فرصت داده شدن یعنی چه.» انجمن امداد به مهاجران عبری (HIAS)، یک سازمان غیرانتفاعی اختصاص داده شده به کمک به پناهندگان، که خانواده او را به صورت رایگان نمایندگی می‌کرد به آنها برای درخواست پناهندگی کمک کرد. پس از آن خانواده از طریق سیاست‌های عفو رئیس‌جمهور رونالد ریگان در سال ۱۹۸۶ واجد شرایط شهروندی ایالات متحده شدند.
خانواده ابتدا در کوئینز، نیویورک و سپس در شمال جرسی زندگی کردند. او در مدرسه روزانه یشیوا در مدرسه موریا و مدرسه فریش تحصیل کرد. او در سال ۱۹۹۲ در اسراییل بر اساس بورسیه جوانان برونفمن تحصیل کرد.
فرهادیان در سال ۱۹۹۷ از دانشگاه ییل فارغ‌التحصیل شد و در رشته علوم انسانی تحصیل کرد. اودبیر هگادای زنان ییل، تفسیری فمینیستی از متن عید پصح یهودی بود.. او مقاله سال پایانی کارشناسی خود را دربارهٔ شاعر و فیلسوف یهودی اسپانیایی یهودا هالوی نوشت. او جایزه آلفیوس هنری اسنو از دانشگاه ییل را دریافت کرد.
به عنوان یک محقق رودز، او در کالج مگدالن، آکسفورد در انگلستان تحصیل کرد و در آنجا در سال ۱۹۹۹ موفق به اخذ مدرک کارشناسی ارشد در شرق‌شناسی (مطالعات خاورمیانه مدرن) شد و پایان‌نامه خود را در مورد ادبیات یهودیان جهان عرب در اسرائیل نوشت.
سپس در سال ۲۰۰۳ از مدرسه حقوق ییل مدرک JD گرفت، و در آنجا بورسیه پال و دیزی سوروس را برای آمریکایی‌های جدید دریافت کرد. او در آزمون کانون وکلای ایالت نیویورک در ژوئیه ۲۰۰۳ قبول شد.

## حرفه
فرهادیان وینستین از سمت خود در دفتر دادستان ناحیه ای بروکلین در ژوئیه ۲۰۲۰ استعفا داد تا در انتخابات مقدماتی حزب دموکرات برای انتخابات دادستان ناحیه ای شهرستان نیویورک برای جانشینی سایروس ونس جونیور و نظارت بر بیش از ۵۰۰ وکیل در منهتن نامزد شود. او و آلوین برگ دو کاندید پیشتاز در جمع‌آوری کننده کمک مالی در این رقابت بودند، که شامل ۲/۸ میلیون دلار را از پول خودش داد. فرهادیان واینستین تنها نامزدی بود که در دفتر دادستانی ناحیه نیویورک کار کرده بود و دارای سابقه دادستان فدرال بود. نظرسنجی ۲۱ آوریل ۲۰۲۱ توسط Benenson Strategy Group نشان داد که او با ۱۶٪ از شرکت کنندگان در نظرسنجی پیشتاز است. او توسط نیویورک پست و نیویورک دیلی نیوز مورد حمایت قرار گرفت. او همچنین توسط دادستان کل سابق اریک هولدر، هیلاری کلینتون، و گلوریا استاینم، و همچنین نمایندگان آدریانو اسپیلات، نیدیا ولاسکز، و ریچی تورس مورد حمایت قرار گرفت. او همچنین توسط شعبه شهر نیویورک سازمان ملی زنان و رابی کاپلان که از بنیانگذاران صندوق دفاع قانونی Time's Up بودند، حمایت شد.
فرهادیان واینستین بیشترین آرا را در چندین محله از جمله آپر ایست ساید، اینوود و واشینگتن هایتس داشت. او در انتخابات مقدماتی از میان هشت نامزد، ۳۰٫۷ درصد از کل آرا را در برابر ۳۴٫۳ درصد برگ به دست آورد. در ۲ ژوئیه ۲۰۲۱، فرهادیان واینستین شکست در انتخابات مقدماتی به برگ را پذیرفت. در اواخر سال ۲۰۲۱، او تحلیلگر حقوقی برای NBC News شد.

## زندگی شخصی
در نوامبر ۲۰۱۰، فرهادیان با بوز واینستاین، مدیر صندوق پوشش ریسک، که در یک جشن کتاب در اتحادیه UJA-نیویورک در کنیسه مرکزی در منهتن با او آشنا شده بود، ازدواج کرد. در سال ۲۰۱۲، آنها ملکی به ارزش ۲۵٫۵ میلیون دلار در خیابان پنجم منهتن، از املاک هوگت کلارک خریداری کردند. در ماه مه ۲۰۲۰، آنها ۲ میلیون دلار به سازمان‌های غیرانتفاعی کمک به قربانیان خشونت خانگی دادند. این زوج سه دختر دارند.